# 巴甫利夫卡 (斯尼胡里夫卡市鎮)
47°3′44″N 32°50′52″E / 47.06222°N 32.84778°E
巴甫利夫卡（烏克蘭語：Павлівка）是位於烏克蘭南部的村莊，由尼古拉耶夫州巴什坦卡區的斯尼胡里夫卡市鎮負責管轄。該村始建於1786年，面積1.7平方公里，海拔高度29米，2001年人口1,119，人口密度每平方公里658.2人。